# Ana Veselinović
Ana Veselinović (* 22. Februar 1988 in Herceg Novi) ist eine ehemalige montenegrinische Tennisspielerin.

## Karriere
Veselinović begann mit sieben Jahren das Tennisspielen und bevorzugte Sandplätze. Sie spielte vorrangig auf dem ITF Women’s Circuit, wo sie sechs Einzel- und 31 Doppeltitel gewann.
Seit 2013 spielte sie für die montenegrinische Fed-Cup-Mannschaft; sie hat sechs ihrer bislang neun Fed-Cup-Partien gewonnen, davon vier im Einzel und zwei im Doppel.

## Turniersiege

### Einzel
| Nr. | Datum            | Turnier             | Kategorie   | Belag     | Finalgegnerin    | Ergebnis      |
| --- | ---------------- | ------------------- | ----------- | --------- | ---------------- | ------------- |
| 1.  | 1. Oktober 2006  | Podgorica           | ITF $25.000 | Sand      | Dia Ewtimowa     | 6:4, 7:5      |
| 2.  | 8. Juli 2007     | Prokuplje           | ITF $10.000 | Sand      | Klaudia Boczová  | 6:4, 6:3      |
| 3.  | 28. Juli 2007    | Calgary             | ITF $10.000 | Hartplatz | Sharon Fichman   | 6:2, 6:1      |
| 4.  | 5. Mai 2013      | Scharm asch-Schaich | ITF $10.000 | Hartplatz | Klaartje Liebens | 6:2, 6:3      |
| 5.  | 23. Februar 2014 | Scharm asch-Schaich | ITF $10.000 | Hartplatz | Barbara Haas     | 5:7, 7:5, 6:3 |
| 6.  | 10. Juli 2016    | Buca                | ITF $10.000 | Hartplatz | Aymet Uzcátegui  | 6:3, 6:4      |

### Doppel
| Nr. | Datum              | Turnier             | Kategorie   | Belag     | Partnerin             | Finalgegnerinnen                                | Ergebnis          |
| --- | ------------------ | ------------------- | ----------- | --------- | --------------------- | ----------------------------------------------- | ----------------- |
| 1.  | 2. Juli 2005       | Heerhugowaard       | ITF $10.000 | Sand      | Kristina Antoniychuk  | Marrit Boonstra Nicole Thijssen                 | 1:6, 6:2, 7:5     |
| 2.  | 22. Oktober 2006   | Dubrovnik           | ITF $10.000 | Sand      | Teodora Mirčić        | Ana Jovanović Polona Reberšak                   | 6:4, 7:5          |
| 3.  | 1. Dezember 2006   | Tel Aviv            | ITF $10.000 | Hartplatz | Eva-Maria Hoch        | Marrit Boonstra Renée Reinhard                  | 6:4, 7:65         |
| 4.  | 7. Juli 2007       | Prokuplje           | ITF $10.000 | Sand      | María Irigoyen        | Kika Hogendoorn Davinia Lobbinger               | 6:1, 7:63         |
| 5.  | 27. Juli 2007      | Calgary             | ITF $10.000 | Hartplatz | Anna Fitzpatrick      | Soledad Esperón Agustina Lepore                 | 6:4, 6:3          |
| 6.  | 23. Februar 2008   | Clearwater          | ITF $25.000 | Hartplatz | Anna Fitzpatrick      | Chan Chin-wei Seiko Okamoto                     | 6:2, 3:6, [10:6]  |
| 7.  | 1. März 2008       | Fort Walton Beach   | ITF $25.000 | Hartplatz | Anna Fitzpatrick      | Nicole Thijssen Pauline Wong                    | 6:3, 7:64         |
| 8.  | 11. Mai 2013       | Scharm asch-Schaich | ITF $10.000 | Hartplatz | Carolina Petrelli     | Anastasia Kharchenko Anna Morgina               | 3:6, 7:5, [10:7]  |
| 9.  | 18. Mai 2013       | Scharm asch-Schaich | ITF $10.000 | Hartplatz | Anna Fitzpatrick      | Başak Eraydın Melis Sezer                       | 2:6, 6:4, [10:3]  |
| 10. | 15. Februar 2014   | Scharm asch-Schaich | ITF $10.000 | Hartplatz | Jewgenija Paschkowa   | Giulia Bruzzone Elena-Teodora Cadar             | 2:6, 6:0, [10:4]  |
| 11. | 22. Februar 2014   | Scharm asch-Schaich | ITF $10.000 | Hartplatz | Jewgenija Paschkowa   | Zarah Razafimahatratra Demi Schuurs             | 6:2, 6:1          |
| 12. | 15. März 2014      | Scharm asch-Schaich | ITF $10.000 | Hartplatz | Nina Stojanović       | Dea Herdželaš Natasha Palha                     | 6:0, 4:6, [10:6]  |
| 13. | 22. März 2014      | Scharm asch-Schaich | ITF $10.000 | Hartplatz | Jewgenija Paschkowa   | Emma Laine Emily Webley-Smith                   | 6:3, 7:5          |
| 14. | 20. Juni 2014      | Astana              | ITF $10.000 | Hartplatz | Sopia Kwazabaia       | Albina Xabibulina Ekaterina Kylueva             | 7:65, 7:63        |
| 15. | 4. September 2015  | Kirjat Gat          | ITF $10.000 | Hartplatz | Francesca Stephenson  | May Kimhi Maya Tahan                            | 6:3, 7:5          |
| 16. | 14. November 2015  | Scharm asch-Schaich | ITF $10.000 | Hartplatz | Kamila Kerimbajewa    | Ana Bianca Mihăilă Hélène Scholsen              | kampflos          |
| 17. | 27. Mai 2016       | Tel Aviv            | ITF $10.000 | Hartplatz | Naomi Totka           | Shelly Krolitzky Alona Pushkarevsky             | 2:6, 6:3, [10:6]  |
| 18. | 3. Juni 2016       | Kirjat Schmona      | ITF $10.000 | Hartplatz | Naomi Totka           | Vlada Ekshibarova Keren Shlomo                  | 6:1, 1:6, [10:6]  |
| 19. | 2. Juli 2016       | Antalya             | ITF $10.000 | Hartplatz | Melis Sezer           | Vlada Ekshibarova Aljona Sotnykowa              | 6:3, 6:4          |
| 20. | 9. Juli 2016       | Izmir               | ITF $10.000 | Hartplatz | Vlada Ekshibarova     | Darja Lodikowa Anette Munozova                  | 6:3, 6:3          |
| 21. | 16. Juli 2016      | Scharm asch-Schaich | ITF $10.000 | Hartplatz | Jacqueline Cabaj Awad | Kateryna Sliusar Dhruthi Tatachar Venugopal     | 6:4, 6:1          |
| 22. | 13. August 2016    | Scharm asch-Schaich | ITF $10.000 | Hartplatz | Sharrmadaa Baluu      | Mariam Bolkwadse Ana Bianca Mihăilă             | 4:6, 7:62, [10:8] |
| 23. | 20. August 2016    | Scharm asch-Schaich | ITF $10.000 | Hartplatz | Despina Papamichail   | Berfu Cengiz Dhruthi Tatachar Venugopal         | 7:64, 1:6, [10:5] |
| 24. | 16. Dezember 2016  | Pune                | ITF $25.000 | Hartplatz | Beatrice Gumulya      | Kamonwan Buayam Katy Dunne                      | 6:4, 6:3          |
| 25. | 8. April 2017      | Scharm asch-Schaich | ITF $15.000 | Hartplatz | You Xiaodi            | Ola Abou Zekry Sandra Samir                     | 6:3, 7:5          |
| 26. | 15. April 2017     | Scharm asch-Schaich | ITF $15.000 | Hartplatz | You Xiaodi            | Laura-Ioana Andrei Melanie Klaffner             | 2:6, 7:5, [13:11] |
| 27. | 17. September 2017 | Redding             | ITF $25.000 | Hartplatz | Daneika Borthwick     | Harriet Dart Maria Sanchez                      | 6:3, 6:4          |
| 28. | 14. Oktober 2017   | Lagos               | ITF $25.000 | Hartplatz | Ayla Aksu             | Conny Perrin Walerija Strachowa                 | 6:4, 6:2          |
| 29. | 18. November 2017  | Dakar               | ITF $25.000 | Hartplatz | Jana Sisikowa         | Valentini Grammatikopoulou Rosalie van der Hoek | 6:3, 6:3          |
| 30. | 16. März 2018      | Gwalior             | ITF $25.000 | Hartplatz | Jana Sisikowa         | Freya Christie Albina Xabibulina                | 6:3, 2:6, [10:5]  |
| 31. | 14. Dezember 2018  | Pune                | ITF $25.000 | Hartplatz | Beatrice Gumulya      | Sharon Fichman Walerija Sawinych                | 7:64, 1:6, [11:9] |